# 仁善河
仁善河是仙槎河的一条支流，位于江西省泰和县东南部，在仙槎河东面。长41公里，流域面积190.3平方公里，多年平均径流量1.62亿立方米，总落差748米。

## 流域
仁善河发源于泰和县小龙镇潭溪坑，流经小龙镇、苑前镇、灌溪镇、和原樟塘乡（现已并入万合镇），在樟塘乡棋盘洲附近注入仙槎河。仙槎河与仁善河汇合后，向东北流约2公里后注入赣江。由于仙槎河与仁善河汇流的河段很短，在统计和管理上，一般视为两条独立的河流，即把仁善河直接视为赣江支流。

## 水利
在灌溪镇河段建有总库容1108万立方米的中型水库洞口水库，灌溉面积2.2万亩。